# Live at Massey Hall 1971
Live at Massey Hall is het tweede cd-album, dat is uitgegeven in de Neil Young Archives-serie.
Het is een registratie van het concert dat is opgenomen in Toronto, Canada.
De enige muzikant is Neil Young zelf; op gitaar en piano.

## Tracks
1. On the way home;
2. Tell me why;
3. Old man;
4. Journey through the past;
5. Helpless;
6. Love in mind;
7. A man needs a maid/Heart of gold;
8. Cowgirl in the sand;
9. Don't let it bring you down;
10. There's a world;
11. Bad fog of loneliness;
12. The needle and the damage done;
13. Ohio;
14. See the sky about to rain;
15. Down by the river;
16. Dance, dance, dance;
17. I am a child.

## Trivia
- Keith Jarrett en Robert Fripp hebben de naam nukkig te worden van het nemen van foto's met flitsen tijdens concerten; dat zij niet de enigen en eersten zijn blijkt uit deze opname.

De foto's die zijn gemaakt voor de cover van het album zijn gemaakt door Wim van der Linden (cineast, fotograaf en regisseur).